# Byrsonima crassifolia

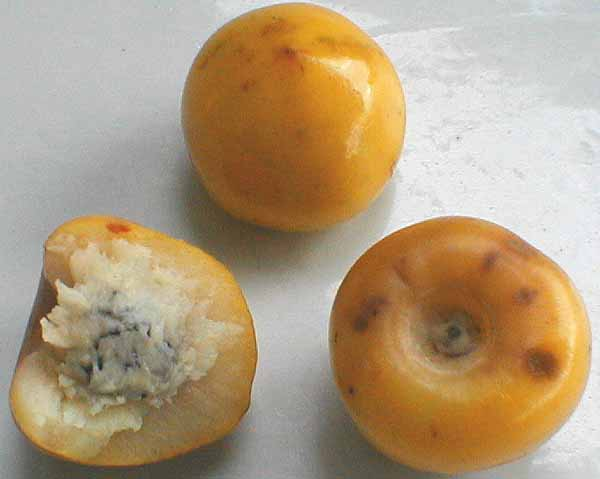
Owoce

Byrsonima crassifolia – gatunek rośliny z rodziny malpigiowatych. Rodzimym obszarem jej występowania jest Meksyk, Karaiby oraz północna część Ameryki Południowej. Preferuje warunki klimatu tropikalnego i sutropikalnego. Najczęściej spotykanymi nazwami są pochodzące z jęzka Nahuatl nance lub nanche.

## Morfologia
PokrójWiecznozielone drzewo. Najczęściej osiąga wysokość 5-7 metrów, sporadycznie pojedyncze osobniki dorastają do 15 m i pniu do 30 cm średnicy.
LiścieUlistnienie Liście skórzaste, owalne do eliptycznolancetowatych, o długości 6–16 cm i szerokości 3–8 cm.
KwiatyNiewielkie, płatki pomarszczone, żółte do pomarańczowych, w kwiatostanach o długości do 15 cm.
OwoceOkrągłe, o średnicy od 15 do 20 mm żółte, czasem z ciemnopomarańczowymi lub zielonymi przebarwieniami, jadalne.

## Zastosowanie
- Owoce, zwane lokalnie nanche, wykorzystywane są w kuchni meksykańskiej do sporządzania sałatek i napojów.